# Scopula restrictata
Scopula restrictata là một loài bướm đêm trong họ Geometridae.